# 젠 3
젠 3는 AMD의 CPU 마이크로아키텍처에 대한 이름으로, 2020년 11월 5일에 출시되었다. 젠 2의 후속작이며, 칩렛에는 TSMC의 7 nm 공정을 사용하고 서버 칩의 I/O 다이에는 글로벌파운드리스의 14 nm 공정, 데스크톱 칩에는 12 nm 공정을 사용한다. 젠 3는 라이젠 5000 주류 데스크톱 프로세서("Vermeer"라는 코드명)와 Epyc 서버 프로세서("Milan"이라는 코드명)에 전력을 공급한다. 젠 3는 500 시리즈 칩셋을 사용하는 마더보드에서 지원되며, 400 시리즈 보드도 특정 바이오스를 통해 특정 B450/X470 마더보드에서 지원되었다. 젠 3는 AMD가 DDR5 메모리와 새로운 소켓(데스크톱 "Ryzen" 칩용 AM5, EPYC 서버 플랫폼 및 sTRX8용 SP5 및 SP6)으로 전환하기 전의 마지막 마이크로아키텍처이다. AMD에 따르면 젠 3는 평균적으로 클럭당 명령어 처리 횟수 (IPC)가 젠 2보다 19% 높다.
2022년 4월 1일, AMD는 전력 효율성과 전원 관리에 대한 주목할 만한 아키텍처 개선이 특징인 개선된 젠 3+ 아키텍처를 사용하는 노트북/모바일용 새로운 라이젠 6000 시리즈를 출시했다. 그리고 조금 더 늦은 2022년 4월 20일, AMD는 PC 제품으로는 처음으로 3D 수직 적층 L3 캐시를 사용하여 게임 성능을 평균 약 +15% 향상시킨 라이젠 7 5800X3D 데스크톱 프로세서를 출시했다. 특히 8코어 젠 3 CCD와 직접 구리-구리 하이브리드 결합되는 TSMC N7 공정으로 제작된 64MB L3 캐시 "3D V 캐시" 다이 형태이다.

## 기능
젠 1/라이젠 1000을 시작으로 2017년 초에 처음 출시된 아키텍처 제품군 이후 젠 CPU 코어의 첫 번째 "대폭적인 재설계"로서, 젠 3는 이전 젠 2 아키텍처에 비해 상당한 아키텍처 개선을 이루었다. 이전 젠 2 아키텍처에 비해 +19%의 매우 큰 IPC 증가와 더불어 더 높은 클럭 속도에 도달할 수 있었다.
젠 2와 마찬가지로 젠 3는 최대 2개의 코어 컴플렉스 다이(CCD)와 I/O 컴포넌트가 포함된 별도의 I/O 다이로 구성된다. 젠 3 CCD는 8개의 CPU 코어와 32 MB의 공유 L3 캐시가 포함된 단일 코어 컴플렉스(CCX)로 구성된다. 이는 각 CCD가 각각 4개의 코어와 16 MB의 L3 캐시를 포함하는 2개의 CCX로 구성된 젠 2와는 대조적이다. 새로운 구성은 CCX의 모든 8개 코어가 Infinity Fabric을 통해 I/O 다이를 사용하지 않고 서로 직접 통신하고 L3 캐시와 통신할 수 있도록 한다.
젠 3(AMD의 RDNA 2 GPU와 함께)는 PCIe 2.0에서 도입된 선택적 기능인 Resizable BAR를 구현했으며, Smart Access Memory(SAM)라는 브랜드로 출시되었다. 이 기술을 통해 CPU는 호환되는 비디오 카드의 모든 VRAM에 직접 액세스할 수 있다. 이후 인텔과 엔비디아도 이 기능을 구현했다.

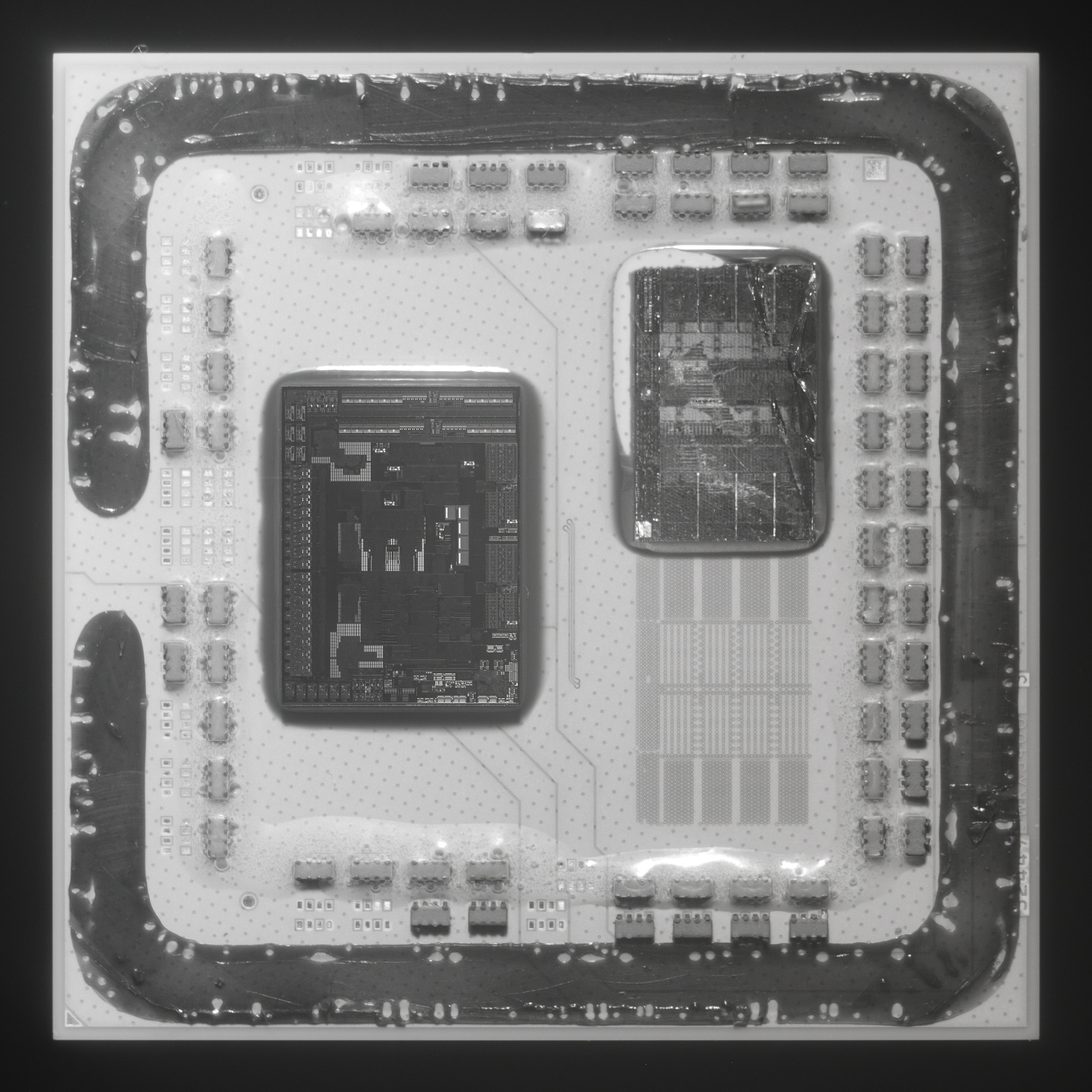
Ryzen 5 5600X의 뚜껑을 열었다. 6코어 CCD 하나만 존재한다. 두 번째 CCD의 접점이 보인다.
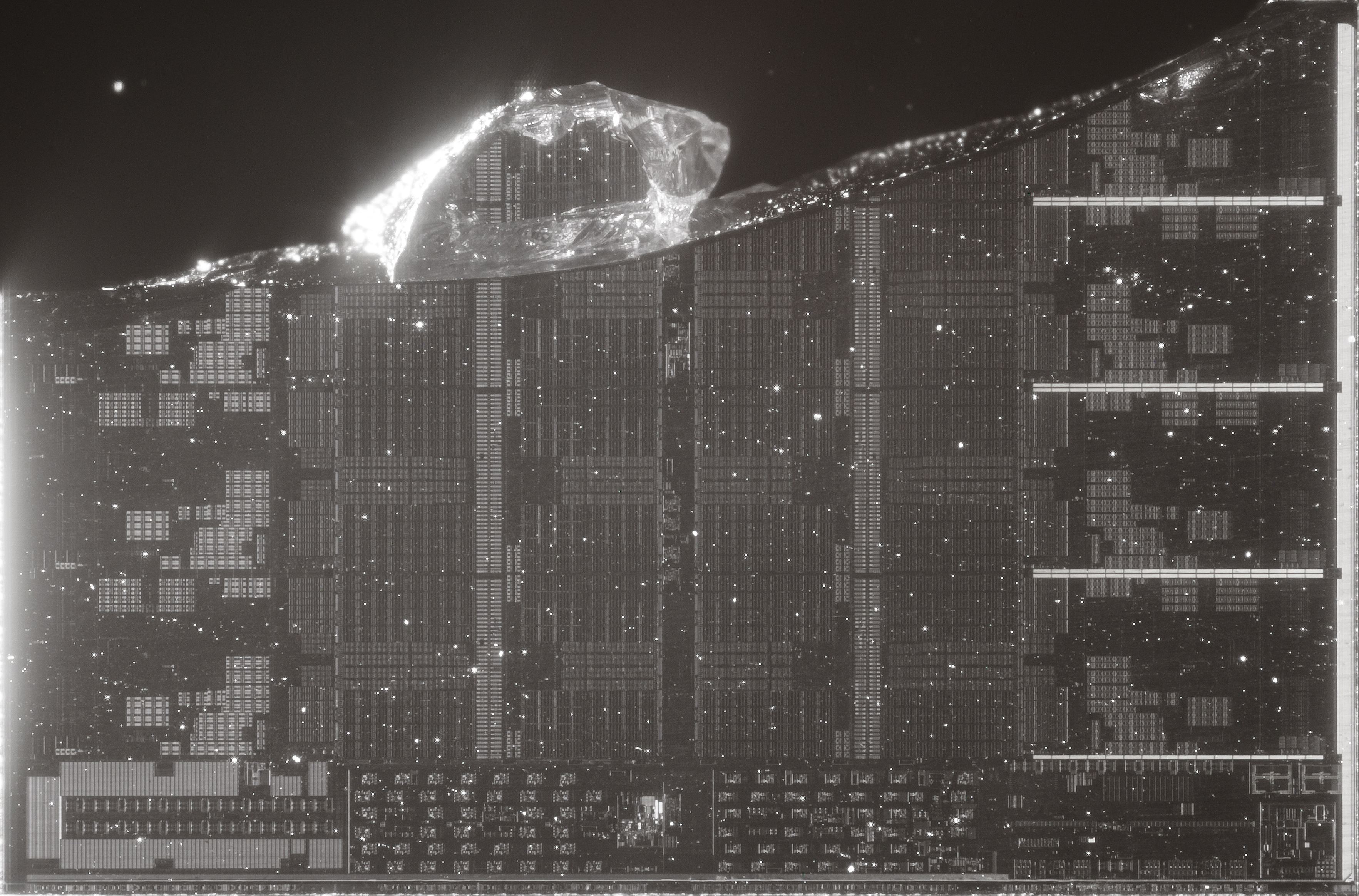
적외선 조명 아래에서 촬영한 CCD 근접 촬영. 이 다이는 뚜껑을 여는 과정에서 손상되었다.
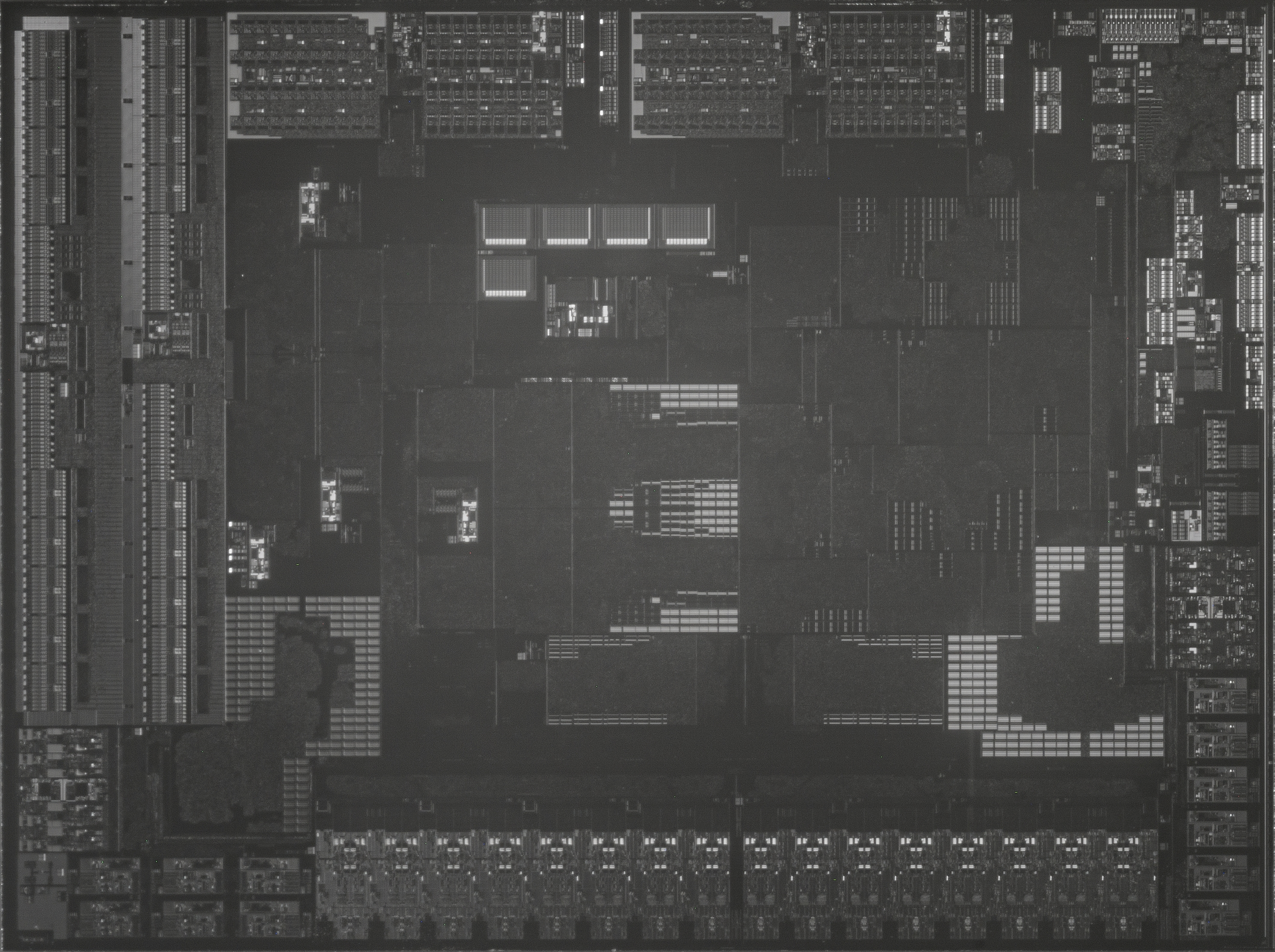
I/O 다이 근접 촬영

젠 3에서는 단일 32MB L3 캐시 풀이 칩렛의 모든 8개 코어에서 공유되는 반면, 젠 2에서는 각 코어 컴플렉스의 4개 코어에서 공유되는 두 개의 16MB 풀이 각 칩렛당 두 개 있었다. 이 새로운 구성은 캐시 히트율을 향상시키고 코어 간 캐시 데이터 교환이 필요한 상황에서의 성능을 향상시키지만, 젠 2의 39사이클에서 46 클럭 사이클로 캐시 지연 시간을 증가시키고 코어당 캐시 대역폭을 절반으로 줄인다. 하지만 두 문제 모두 더 높은 클럭 속도로 부분적으로 완화된다. 전력 소비 문제로 인해 8개 코어 전체의 총 캐시 대역폭은 동일하게 유지된다. L2 캐시 용량과 지연 시간은 512KB 및 12사이클로 동일하다. 모든 캐시 읽기 및 쓰기 작업은 사이클당 32바이트로 수행된다.
2022년 4월 20일, AMD는 R7 5800X3D를 출시했다. 이 제품은 데스크톱 PC 제품으로는 처음으로 3D 적층 수직 L3 캐시를 특징으로 한다. 추가 64MB는 8코어 젠 3 CCD의 일반적인 32MB 위에 직접 구리-구리 하이브리드 결합된 TSMC N7 (7nm) "3D V 캐시" 다이를 통해 제공되어 CPU의 총 L3 캐시 용량을 96MB로 늘리고 특히 게임 성능을 크게 향상시켰다. 이제 동시대 하이엔드 소비자 프로세서와 경쟁하며 훨씬 더 전력 효율적이고 저렴한 DDR4 메모리를 사용하는 구형, 저렴한 마더보드에서 실행된다. 그리고 여러 다이에 걸쳐 있으며 세 배나 더 크지만 (96MB vs 32MB), L3 캐시의 성능은 거의 동일하게 유지된다. X3D는 단지 추가적인 3~4 사이클의 지연 시간을 통해 약 ≈+2ns만 추가한다. 이후 하위 시장 부문용 라이젠 5 5600X3D 및 라이젠 7 5700X3D가 출시되었고, 새로운 소켓 AM5 플랫폼의 3D V 캐시 탑재 젠 4 프로세서인 라이젠 7000X3D 제품군이 뒤를 이었다.

### 개선 사항

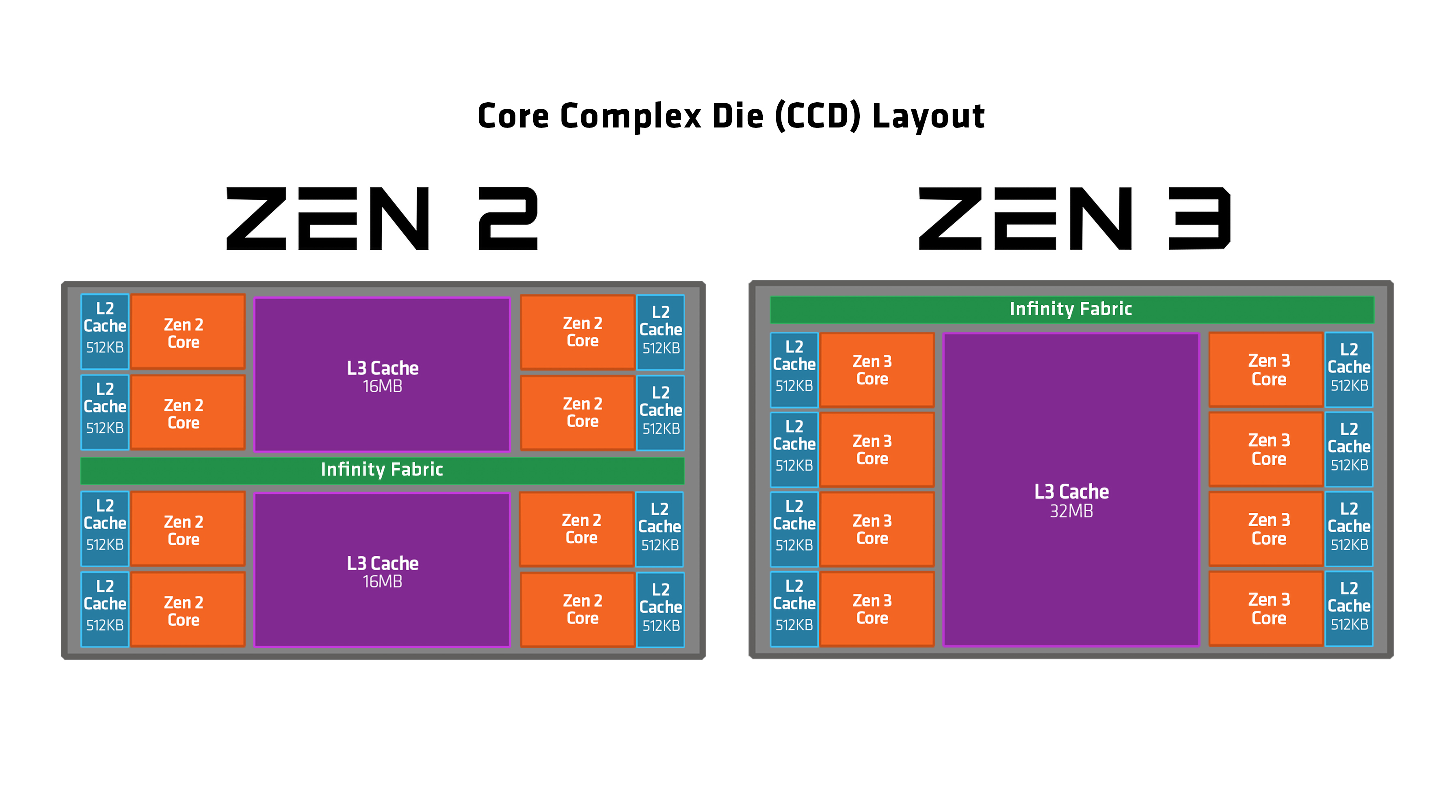
젠 2와 젠 3의 CCD 레이아웃 비교

젠 3는 젠 2에 비해 다음과 같은 개선 사항을 갖는다.
- 클럭당 명령어 처리 횟수 19% 증가
- 기본 코어 칩렛은 단일 8코어 복합체(젠 2에서는 두 개의 4코어 복합체)를 갖는다.
- 젠 2에서는 각 코어 복합체에 4코어씩 공유되는 두 개의 16MB 풀이 있던 반면, 칩렛의 모든 8코어에 동등하게 사용 가능한 통합 32MB L3 캐시 풀
  - 모바일에서: 통합 16MB L3
- 통합 8코어 CCX (CCD당 2개의 4코어 CCX에서)
- 분기 예측 대역폭 증가. L1 분기 대상 버퍼 크기가 1024개 항목으로 증가 (젠 2에서는 512개)
- 새로운 명령어
  - VAES – 256비트 벡터 AES 명령어
  - INVLPGB – 광역 TLB 플러싱
  - CET_SS – 제어 흐름 강화 기술 / 그림자 스택
- 정수 단위 개선
  - 96개 항목 정수 스케줄러 (92개에서 증가)
  - 192개 항목 물리 레지스터 파일 (180개에서 증가)
  - 사이클당 10개 명령어 발행 (7개에서 증가)
  - 256개 항목 재정렬 버퍼 (224개에서 증가)
  - DIV/IDIV 연산을 위한 더 적은 사이클 (16...46에서 10...20)
- 부동 소수점 단위 개선
  - 6개 μOP 디스패치 폭 (4개에서 증가)
  - FMA 지연 시간 1사이클 감소 (5개에서 4개로)
- 추가 64MB 3D 수직 적층 밀집 라이브러리 L3 캐시 (-X3D 모델에서)

## 제품

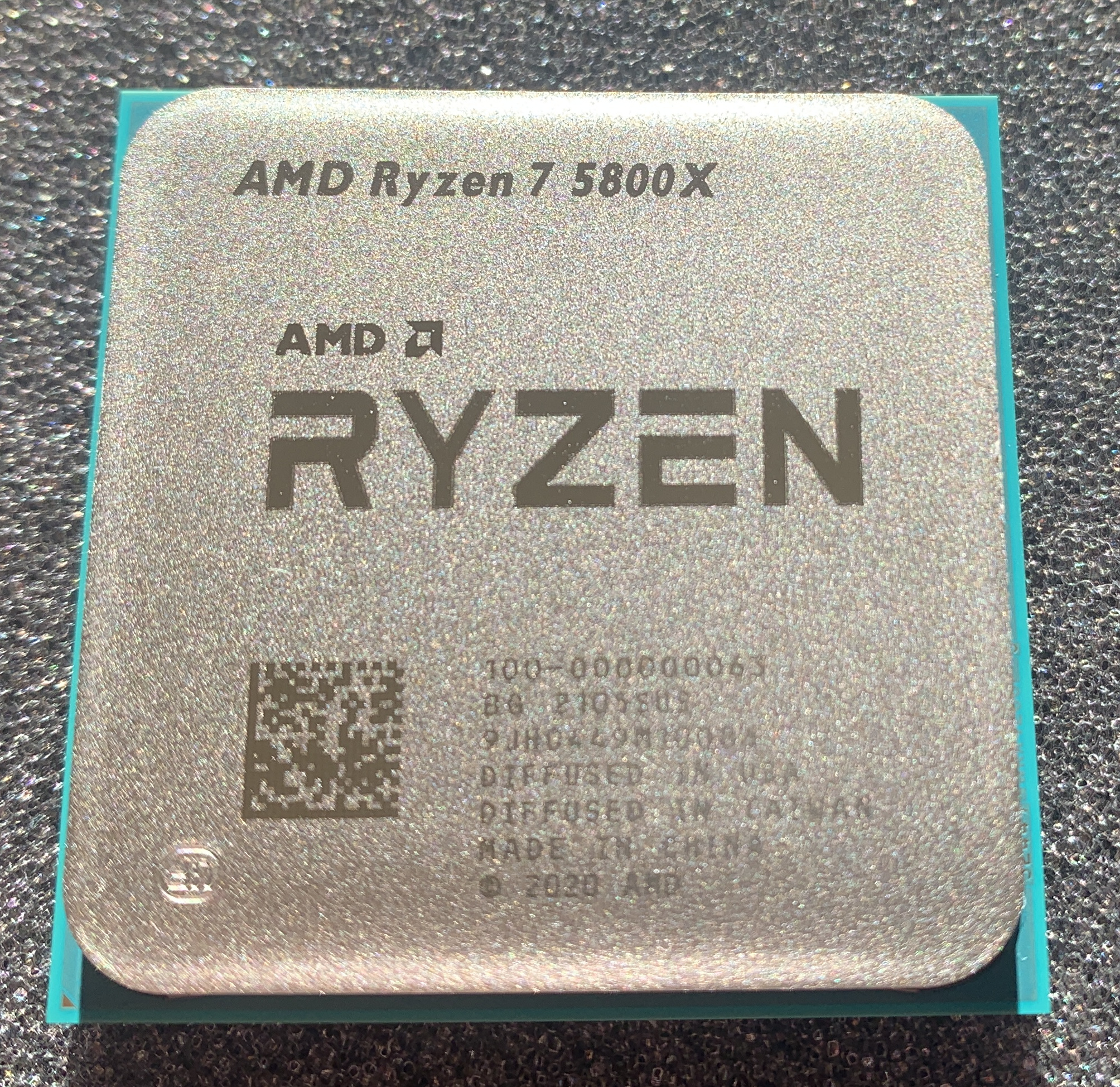
AMD 라이젠 7 5800X

2020년 10월 8일, AMD는 젠 3 기반 데스크톱 라이젠 프로세서 4종을 발표했으며, 라이젠 5 1종, 라이젠 7 1종, 라이젠 9 2종의 CPU와 6~16코어를 특징으로 한다.

### 데스크톱 CPU
라이젠 5000 시리즈 데스크톱 CPU는 Vermeer라는 코드명을 갖는다. 두 번째 표의 모델은 통합 GPU가 비활성화된 세잔 AMD APU를 기반으로 한다. 한편 라이젠 스레드리퍼 프로 5000 시리즈는 샤갈이라는 코드명을 갖는다.
5100, 5500, 5700은 비프로 라이젠 5000 데스크톱 APU처럼 ECC를 지원하지 않는다.

### 서버 CPU
젠 3 기반의 Epyc 서버 라인업 칩은 밀란이라는 이름이며 SP3 소켓을 사용하는 마지막 세대 칩이다. Epyc 밀란은 2021년 3월 15일에 출시되었다.

## 젠 3+
젠 3+(Zen 3+)는 젠 3 마이크로아키텍처의 리프레시 버전의 코드명으로, 전력 효율성 개선에 중점을 둔다. 2022년 4월에 라이젠 6000 시리즈 모바일 프로세서와 함께 출시되었다.

### 기능 및 개선 사항
젠 3+는 젠 3에 비해 50가지의 새롭거나 향상된 전원 관리 기능을 가지며, 적응형 전원 관리 프레임워크와 새로운 딥 슬립 상태도 제공한다. 이러한 기능들을 통해 유휴 상태와 부하 상태 모두에서 효율성이 향상되어 젠 3에 비해 와트당 성능이 최대 30% 증가하고 배터리 수명이 길어진다.
IPC는 젠 3와 동일하다. 라이젠 6000이 라이젠 5000 모바일 프로세서보다 성능이 향상된 것은 효율성이 높아졌기 때문이며 (따라서 노트북과 같은 전력 제한 폼팩터에서 성능 향상), 더 작은 TSMC N6 노드로 제작되어 클럭 속도가 향상되었기 때문이다.
렘브란트의 젠 3+ 구현은 DDR5 및 LPDDR5 메모리도 지원한다.

### 제품

#### 렘브란트
2022년 4월 1일, AMD는 렘브란트라는 코드명을 갖는 라이젠 6000 시리즈 모바일 APU를 출시했다. 노트북용 APU로는 처음으로 PCIe 4.0 및 DDR5/LPDDR5를 도입했으며, PC에 RDNA2 통합 그래픽을 도입했다. TSMC의 6nm 노드에서 제작된다.

#### 렘브란트-R
렘브란트-R은 렘브란트 코드명을 갖는 프로세서의 리프레시 버전으로, 2023년 1월에 라이젠 7035 시리즈 모바일 APU로 출시되었다.